# 海斯塔克 (新墨西哥州)
海斯塔克（英語：Haystack）是位於美國新墨西哥州麥金萊縣的普查規定居民點。

## 人口
根據2020年美國人口普查的數據，海斯塔克的面積為11.06平方千米，當中陸地面積為11.04平方千米，而水域面積為0.02平方千米。當地共有人口233人，而人口密度為每平方千米21.07人。